# Romano Floriani Mussolini
Romano Benito Floriani Mussolini (Roma, 27 de enero de 2003), también conocido como Mussolini Jr. por los medios italianos, es un futbolista italiano que juega como lateral derecho o centrocampista derecho en el U. S. Cremonese de la Serie A de Italia, tras ser cedido por la Società Sportiva Lazio.
Es hijo de la política Alessandra Mussolini, nieto del pianista Romano Mussolini, bisnieto del dictador Benito Mussolini y sobrino nieto de la actriz Sophia Loren.

## Primeros años
Floriani Mussolini nació en 2003 como el tercer hijo de Mauro Floriani y la expolítica Alessandra Mussolini. El padre de su madre, Romano Mussolini, era pianista y su abuelo era el dictador fascista italiano Benito Mussolini.
Como resultado, tiene un apellido doble. Esto se hizo como una excepción a las costumbres de los nombres italianos con las autoridades civiles italianas y la Iglesia católica que lo acordó en su bautismo, ya que la ley italiana generalmente no permitía los apellidos dobles en el momento de su nacimiento.

## Carrera profesional
Floriani Mussolini comenzó su carrera futbolística jugando en los equipos juveniles de la Roma, antes de pasar a jugar en la Lazio cuando tenía 13 años. Mientras estuvo en Lazio, fue cedido en 2018 al club amateur Vigor Perconti. Esto se produjo después de que no tuvo tiempo de juego en la Lazio durante dos años antes de debutar con la sub-17.
En 2021, Floriani Mussolini ganó la atención mundial por jugar para la Lazio, debido a la asociación tradicional del grupo ultra de aficionados del club, los Irriducibili, con el neofascismo. Cuando se le preguntó si el nombre del jugador limitaría su tiempo de juego, el entrenador juvenil de la Lazio, Mauro Bianchessi, dijo: «¿El apellido oneroso? Nunca he hablado con sus padres, y lo único que importa es si un jugador merece jugar. Nada más». En marzo de 2021, Floriani Mussolini firmó un contrato sénior profesional con Lazio hasta 2024.
Fue convocado por primera vez con el primer equipo de la Lazio el 24 de octubre de 2021, en un partido de la Serie A contra el Hellas Verona como suplente no utilizado.

## Vida personal
Floriani Mussolini llamó la atención después de aparecer en televisión con su madre en Ballando con le Stelle, la versión italiana de Bailando con las estrellas. A pesar de su apellido y linaje, Floriani Mussolini declaró que no tiene interés en la política. Fue educado en St. George's British International School en Roma, y firmó por Lazio mientras aún estudiaba.